# Howth Castle
Gli Howth Castle sono stati un gruppo musicale di genere folk rock, nato a Torino sul finire degli anni '80 e attivo per circa un decennio.

## Storia
Gli Howth Castle nacquero nel 1988 dalla collaborazione tra Lalli e Stefano Giaccone, entrambi provenienti dall'esperienza con i Franti, come progetto per comporre musiche ispirate al folk più intinista.
Dopo il primo album, uno split con i Kina dal titolo La diserzione degli animali del circo edito nel 1989 dalla Inisheer, la band arriva al primo album firmato in autonomia, dal titolo Rust of Keys (Inisheer, 1990).
Dopo questo esordio la band produsse altri due album: Good Morning Mr. Nobody (Blu Bus, 1994) e The Lee Tide (Inisheer, 1996).

## Formazione
- Gianpiero Capra: Basso
- Felice Cipolla: Secondo Basso
- Sergio Milani: Batteria
- Toni Ciavarra: Chitarra
- Stefano Giaccone: Chitarra e sassofono
- Beppe Crovella: Voce e tastiere
- Claudio Villiot: Piano
- Lalli: Voce

## Discografia

### Album
- 1989 - La diserzione degli animali del circo (Split album con i Kina)
- 1990 - Rust of Keys
- 1993 - Concerto Benefit X Luna Nera
- 1994 - Good Morning Mr. Nobody
- 1996 - The Lee Tide